# Sudáfrica en los Juegos Olímpicos de Tokio 2020
Sudáfrica estuvo representada en los Juegos Olímpicos de Tokio 2020 por un total de 173 deportistas que compitieron en 16 deportes. Responsable del equipo olímpico fue el Comité Olímpico y Confederación Deportiva de Sudáfrica, así como las federaciones deportivas nacionales de cada deporte con participación.
Los portadores de la bandera en la ceremonia de apertura fueron el nadador Chad le Clos y la jugadora de hockey sobre hierba Phumelela Mbande.

## Medallistas
El equipo olímpico de Sudáfrica obtuvo las siguientes medallas:
| Nombre              | Deporte  | Competición   |
| ------------------- | -------- | ------------- |
| Oro                 |          |               |
| Tatjana Schoenmaker | Natación | 200 m braza F |
| Plata               |          |               |
| Tatjana Schoenmaker | Natación | 100 m braza F |
| Bianca Buitendag    | Surf     | Individual F  |
| Bronce              |          |               |
| —                   |          |               |